# Schwifting
Schwifting er en kommune i Landkreis Landsberg am Lech, Regierungsbezirk Oberbayern i den tyske delstat Bayern. Den er en del af Verwaltungsgemeinschaft Pürgen.

## Geografi
Kommunen ligger fire kilometer øst for Landsberg i området mellem Lech og Ammer.
I Schwifting er der et 400 år gammelt lindetræ, Marienlinde, med en stamme der har en omkreds på 8,80 meter, og en cirka 25 meter høj krone.